# Tour d'Alma
La tour d'Alma (en italien ; Torre d'Alma) est située dans le hameau de Pian d'Alma une frazione de Castiglione della Pescaia et Scarlino, dans la province de Grosseto en Toscane.

## Histoire
La fortification a été construite vers le Xe siècle comme possession de l' Abbazia di San Bartolomeo a Sestinga (it), qui a ensuite cédé le complexe aux comtes Della Gherardesca.
Au XIVe siècle, la tour passa à la république de Sienne et, à partir de 1398, elle se trouva juste à la frontière entre la principauté de Piombino et le grand-duché de Toscane. Tout en restant propriété privée, compte tenu de la variabilité aux diverses époques des limites des deux états, la fortification passa souvent d'une juridiction à l'autre, jusqu'à son annexion définitive au Grand-Duché de Toscane en 1815.

## Description
La tour Alma a l'aspect caractéristique d' une maison-tour quadrangulaire à base inclinée ; d'un côté elle est adossée à un bâtiment plus moderne. Dans l'ensemble, son aspect actuel présente quelques éléments médiévaux originaux mêlés à ceux attribuables aux interventions de restructuration des périodes ultérieures.
Le bâtiment est réparti sur trois niveaux au-dessus du rez-de-chaussée, a des structures murales principalement recouvertes de pierre où s'ouvrent certaines fenêtres carrées.
La partie supérieure est recouverte d'un toit à quatre pentes légèrement prononcées, recouvert des tuiles en terre cuite toscanes classiques. Du côté sud, opposé à celui du bâtiment mitoyen, se dresse un petit clocher-mur  à arc en plein cintre, au sommet duquel se trouve une croix.